# Paula DeAnda
Paula Dacia DeAnda (San Ángelo, Texas, 3 de noviembre de 1989) es una cantante, compositora y actriz estadounidense de ascendencia mexicana. Es conocida por su sencillo "Walk Away (Remember Me)", que estuvo en el top 20 del Billboard Hot 100 de 2006. Su álbum debut, Paula DeAnda, fue lanzado en 2006.

## Biografía
DeAnda nació en San Angelo, Texas, de padres mexicano-estadounidenses, Steven y Barbara Dienda, gerente general de un restaurante y enfermera titulada, respectivamente. A los seis años comenzó a tomar lecciones de piano, y también empezó a cantar en funciones por la ciudad por recomendación de su profesor de piano. También cantó el himno nacional en los partidos de fútbol locales. En 2002, la familia de DeAnda decidió mudarse a Corpus Christi para ayudarla a avanzar en su carrera musical, ya que Corpus Christi tenía reputación de ser un centro musical. Asistió a la escuela secundaria Mary Carroll.

## Carrera

### 2006-2009: Álbum debutPaula DeAnda
DeAnda fue el acto de apertura de un concierto en el que participaron los artistas de hip-hop Nelly, Baby Bash y Frankie J, que actuaron frente a veinte mil personas. Su primer sencillo, "What Would It Take", fue emitido en estaciones de radio locales en julio y recibió difusión en diez estaciones de radio en todo el país. Su siguiente sencillo "Doing Too Much" fue lanzado en diciembre. Fue entonces cuando tuvo la oportunidad de hacer una audición para Clive Davis, quien la contrató con Arista Records de inmediato.
"Doing Too Much" sirvió como sencillo principal de su álbum debut homónimo, que se lanzó en el verano de 2006 y se ubicó en el Top50 del Billboard Hot 100. Posteriormente fue certificado oro en los Estados Unidos en 2007. Paula DeAnda se ubicó en el puesto número 54 en la lista Billboard 200. El álbum se compone principalmente de canciones sobre el amor y las relaciones y es de los géneros pop y R&B. DeAnda coescribió cuatro canciones del álbum, que cuenta con la producción de Happy Perez, entre otros. Tenía sólo 16 años en el momento del lanzamiento del álbum. Su segundo sencillo "Walk Away (Remember Me)" (escrito por Christina Milian y Ne-Yo) fue su mayor éxito, alcanzando el top veinte en el Hot 100. El sencillo fue certificado oro por la RIAA, convirtiéndose en su segundo sencillo en lograrlo. Los sencillos que siguieron a su debut incluyen "When It Was Me" y "Easy", este último con la participación del rapero Bow Wow. Más tarde, apareció en la película de televisión de MTV Super Sweet 16: The Movie.
En 2008, DeAnda inició la producción de su siguiente proyecto, previsto inicialmente para 2009. Se lanzó un sencillo de gran éxito, "Stunned Out", que obtuvo cierta difusión, pero el sencillo principal del conjunto terminó siendo la balada "Roll the Credits", que se lanzó con un video musical planeado. Clive Davis dejó la empresa matriz de Arista en ese momento, RCA Label Group, en 2008, para convertirse en el director creativo de Sony BMG. DeAnda también se separó de Arista para convertirse en una artista independiente.

### 2010-2014: Segundo álbum descartado,The Voicey el EPThe Voice & the Beats
Después de dejar Arista Records, el segundo álbum de DeAnda fue archivado, además de un álbum en español. Sin embargo, su álbum en español se filtró en Yahoo Música, un sitio de música latina que presentó sus sencillos filtrados de su segundo álbum. Después de este período, DeAnda comenzó a publicar una serie de covers en YouTube en el verano de 2010. DeAnda lanzó una serie de sencillos digitales: "Besos", en 2011 que luego sería versionado por JoJo, "Your Place" en 2012 y "Shut Up and Love Me" en 2013.
Luego de sus lanzamientos digitales en 2013, DeAnda fue seleccionada para interpretar el Himno Nacional en vivo por televisión en la pelea de Canelo vs Trout.
En 2014, DeAnda audicionó para la temporada 6 del concurso de canto de NBC The Voice. Tanto Shakira como Blake Shelton giraron sus sillas, pero ella optó por Blake Shelton. Durante las Batallas, Ronda 1, fue derrotada por su compañera de equipo Blake, Sisaundra Lewis, después de su dueto con la canción "Do What U Want" de Lady Gaga, y por lo tanto, fue eliminada del programa.
| Actuación         | Canción                                   | Artista original | Fecha               | Orden | Resultado                                                   |
| ----------------- | ----------------------------------------- | ---------------- | ------------------- | ----- | ----------------------------------------------------------- |
| Audición a ciegas | The Way                                   | Ariana Grande    | 10 de marzo de 2014 | 5.3   | Shakira y Blake Shelton se giraron. Se unió al equipo Blake |
| Batallas, ronda 1 | "Do What U Want" (contra Sisaundra Lewis) | Lady Gaga        | 17 de marzo de 2014 | 8.5   | Eliminada                                                   |

Después de The Voice, DeAnda colaboró con Jump Smokers en su primer EP The Voice & The Beats, que se lanzó el 25 de junio de 2014, y contó con el primer sencillo "Horns Blow (Shimmy Shimmy)".

### 2015-2019: Segundo EPPDA, colaboraciones, etc.
En febrero de 2015, DeAnda lanzó una campaña de Kickstarter para ayudar a financiar un nuevo álbum, lo que se logró en un par de semanas. En mayo, anunció un EP titulado PDA. El proyecto fue precedido por la canción "Brand New", lanzada el 23 de marzo de 2015.
A principios de 2018, se le pidió a DeAnda que cantara el Star Spangled Banner una vez más para la pelea de revancha televisada Canelo Álvarez vs. Gennady Golovkin II. En abril de 2019, DeAnda apareció en un sencillo titulado "Killin' My Vibe", de Waseem Shark y Dub Shakes, que contó con su voz en hindi y obtuvo éxito en la radio en el  sudeste asiático.
El 3 de octubre de 2019, DeAnda lanzó Iddi Biddi, que rindió homenaje a Selena y Aaliyah. La canción fue seguida más tarde por imágenes con la letra, y está destinada a promover el resurgimiento de su proyecto PDA. Desde diciembre de 2019, Paula ha estado insinuando una posible colaboración musical entre ella y Nivea. Ambas cantantes han mostrado interés en trabajar juntas.

## Influencias
DeAnda ha citado a Christina Aguilera, Jo Dee Messina, Shania Twain, Aaliyah, LeAnn Rimes, Mariah Carey, Whitney Houston y Selena como sus principales influencias musicales.

## Discografía

### Álbumes de estudio
| Título       | Detalles del álbum                                                                                      | Posiciones máximas en los gráficos | Ventas                     |
| Título       | Detalles del álbum                                                                                      | US                                 | Ventas                     |
| ------------ | --- | ---------------------------------- | -------------------------- |
| Paula DeAnda | - Fecha de lanzamiento: 29 de agosto de 2006 - Etiqueta: Arista Records - Formato: CD, descarga digital | 54                                 | - EE. UU.: más de 214. 000 |

### Extended Plays
| Título                                         | Detalles del EP                                                                               |
| ---------------------------------------------- | --------------------------------------------------------------------------------------------- |
| The Voice & the Beats (con Jump Smokers)       | - Fecha de lanzamiento: 24 de junio de 2014 - Etiqueta: JS Sound - Formatos: Descarga digital |
| 4th of July with Hi Jackson & the Country Club | - Fecha de lanzamiento: 4 de julio de 2019 - Etiqueta: Audiam - Formatos: Descarga digital    |

### Sencillos
- Doing Too Much (2006)
- Walk Away (Remember Me) (2006)
- When It Was Me (2007)
- Easy (2007)
- Roll the Credits (2009)
- Besos (2011)
- Your Place (2012)
- Shut Up and Love Me (2013)
- The Way (2014)
- Horns Blow (Shimmy Shimmy) (2014)
- Marching (2015)
- Don't Stop (2015)
- Roll It (2019)
- Iddi Biddi (2019)
- Call It Quits (2020)
- Freaky (2020)
- IIWY (2023)
- For the Night (2024)

### Sencillos promocionales
- 2006 - "Clap ta This" de Paula DeAnda
- 2006 - "Back Up Off Me" de Paula DeAnda

## Filmografía[19]

### Películas
Año | Película | Papel

2007 | Super Sweet 16: The Movie | Alicia

2008 | Paula DeAnda (Video-EPK) | Ella misma

2012 | Barbie in a Mermaid Tale 2 | Solo banda sonora